# Fang (ètnia)
Els fang són el grup ètnic del Camerun, el Gabon i Guinea Equatorial. La seva llengua (el fang) és de la família de la llengua bantu i es divideix en nombrosos dialectes i criolls. El nom «fan» no és pas acceptat pels nadius, que afirmen no anomenar-se així. D'altra banda, l'ortografia fang és qüestionada pels «fang», que consideren que el mot més apropiat seria «m'fan» usada habitualment en l'expressió «m'fan mod» el significat de la qual és la paraula «bëti». «M'fan mod» que significa home veritable, mentre que «Bëti» significa senyors..

## Demografia i distribució geogràfica
Segons dades de Joshua Project hi ha 1.167.000 fangs reconeguts en 2013, dels quals 168.000 vivien a Camerun. Són majoritaris a Guinea Equatorial, on hi representen el 80% amb 481.000 individus i a Gabon amb 504.000 individus (37%). També en viuen uns quants viuen a la República del Congo i a Sao Tomé i Principe.
Són coneguts per la seva artesania de figuretes de fusta.
Tot i que les estadístiques oficials sobre la població són tabú a Gabon, l'ètnia fang és numèricament la més gran de les cinquanta que conformen el país · . La seva àrea geogràfica s'estén a la part nord del Gabon (província de Woleu-Ntem) al centre (província de Moyen-Ogooué), passant pel nord-est (província de l'Ogooué-Ivindo) i el Nord-oest (Província d'Estuaire).

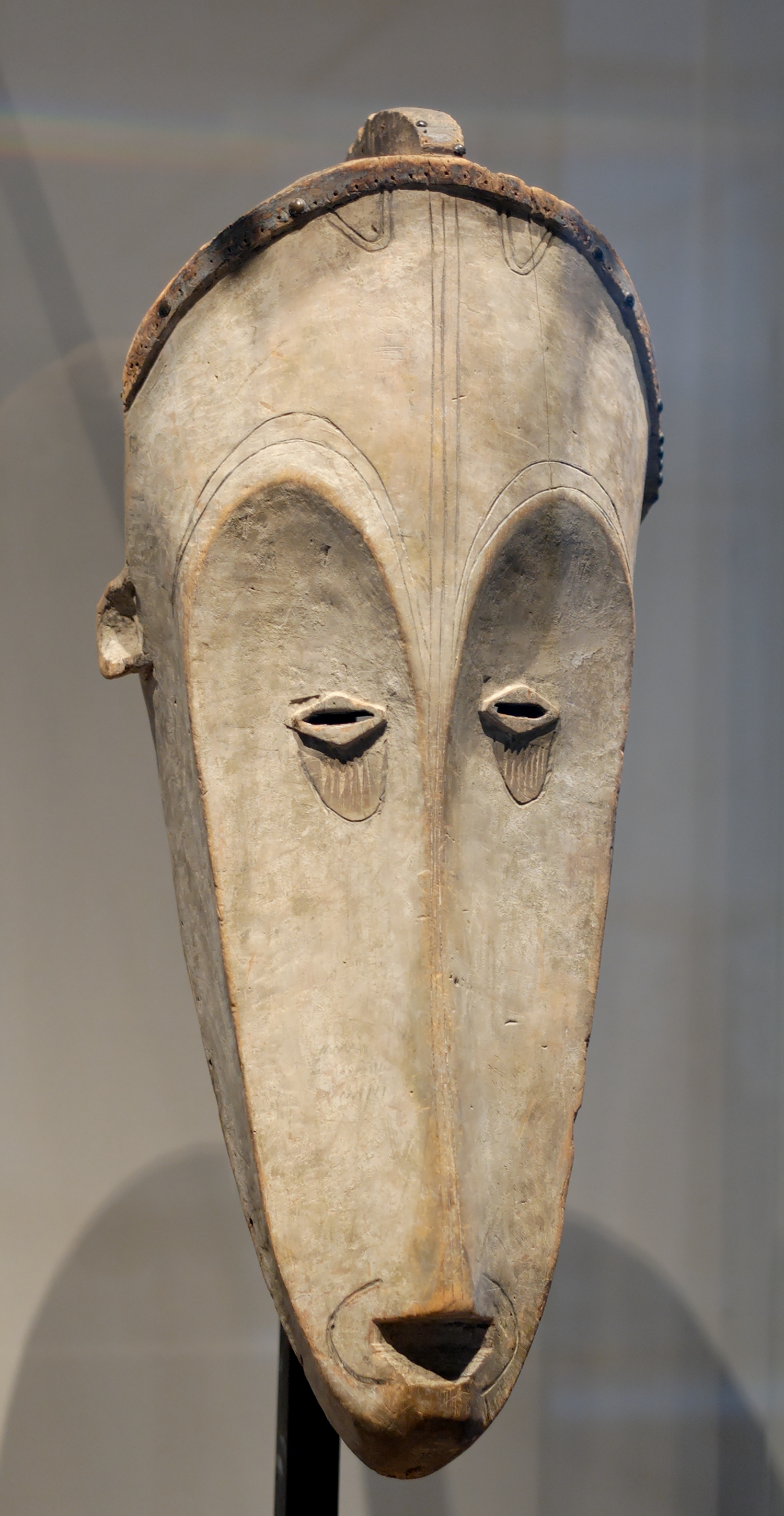
Màscara fang.

## Organització social
El grup Fang és constituït per un conjunt de subgrups que es desenvolupen en els diferents països esmentats anteriorment. L'estructura interna dels fang es presenta així: a la part superior de la piràmide se situa l'ètnia (fang), llavors es divideix en subgrups principals, que al seu torn es divideixen en altres subgrups (ayong), en tribus, i que s'escindiren en clans, després en famílies (en el sentit de la família estesa). El clan és la base d'aquesta estructura.
Els grups Beti i Bulu són molt propers al grup Fang. La denominació Beti reagrupa les diferents tribus : Fang, Okak, Mvaï, Betsi, Ntumu o Osa'a nanga, Bulu, Okak, Ìtón (o Eton), Kóló (impròpiament anomenat Ewondo, Yewone o Yaoundé) · , Maka, Yebekolo... Beti dona, en singular, Nti que significa home, senyor, ciutadà, com entre els bantu ntu significa l'home i bantu els homes. Entre els Fangs, la designació original de tot el grup és beti, els homes o senyors.

## Història
Darrerament s'han identificat diverses hipòtesis de l'origen del grup fang. La hipòtesi històrica releva una migració que hauria continuat fins al començament de segle xx. En 1840, els tractants mpongwe dispersos a la costa de Gabon, assenyalen la seva presència a l'interior del país. Els fangs s'haurien establert al Moyen-Ogooué a començaments del segle xix, i cap al 1850 arribarien a la desembocadura del riu Komo. El 1885 foren coneguts alemanys al Camerun per diversos noms: Bulu ewondo, etc. Tots aquests pobles es desplaçaven cap a la costa a una velocitat mitjana estimada en 10 km per any. Aquesta hipòtesi també és l'origen dels fangs a l'Alt Egipte.
Per la seva banda, la hipòtesi derivada de la mitologia tradicional fang parla d'una àrea a l'est, en una zona elevada, on hi havia llacs envoltats de fauna molt diferents de Gabon. Aquesta hipòtesi es refereix a un mite anomenat La marxa dels nens d'Afiri-Kara, que narra la marxa perillosa d'un poble en el seu progrés de la migració. Fugint de les guerres i els conflictes amb altres pobles, aquest grup s'endinsarà a poc a poc en el bosc, el grup fang s'assimila al mite d'Àfrica Equatorial.

## Cultura
El Mvet fou revelat a un home durant l'emigració anomenat Oyone Ada Ngone. No obstant això, el Mvet tal com es practica avui en dia va ser revelat a Ebang Ely Mintem. De fet, després que el gran mestre del mvet Eyi Mone Ndong, hi havia dues escoles principals, l'escola Ngwéza creada per Ebang Ely Mintem (clan Oyeck) i l'escola de Meye Me Nguini de Effandène Mve (clan essandone). De l'escola d'Ebang Ely Mintem i de Menguire M'Edang (Essokè) va sorgir l'important estil Angonemane Ekome (cosina d'Ebang i Gran Mestra de Mvet). Aquesta migració és sovint anomenada Mbil ayong en fang ("Carrera", "fugida" de la tribu).
El Mvet és d'antuvi una cosmogonia, puix que explica la formació de l'univers a partir d'una explosió inicial; és seguit d'una meravellosa història d'aventures èpiques de personatges imaginaris però constants: la lluita dels mortals amb els immortals per intentar arrabassar-los el secret de la immortalitat, per tal de competir en valentia, força, valor i intel·ligència, saviesa i prosperitat. Pel seu contingut, el mvet és una mitologia que explica el cosmos i també regula les relacions entre els vius, entre vius i morts, i entre l'home i Déu. Els fangs són monoteistes: el creador suprem és Eyoh o "El nomenador", és a dir, "El que, parlant, crea".
Ondzabogha significa A bôk adzap, adzap és el nom d'un arbre particularment gran; aquest mot resumeix la determinació del poble fang per superar els obstacles en el seu camí per trobar la seva "terra promesa", l'Àfrica central.